# Джеймс, Тесса
Тесса Джеймс (англ. Tessa James; родилась 17 апреля 1991 г.) — австралийская актриса. Она дебютировала в роли Энн Бакстер в мыльной опере «Соседи» в 2006 году. Джеймс играла роль Николь Франклин в сериале «Дома и в гостях» с 2008 по 2011 год.

## Биография

### Ранние годы
Джеймс родилась 17 апреля 1991 года в Мельбурне. Она дочь бывшего игрока Ричмондской футбольной лиги Стивена Джеймса .

### Карьера
Карьеру Джеймс начала в 2006 году сыграв роль Энн Бакстер в сериале «Соседи». В 2008 году она присоединилась к основному актерскому составу телевизионной мелодрамы «Домой и в путь», представь в образе Николь Франклин. Сама Джеймс отмечала, что ей очень нравилось играть Николь, так как она была очень дерзкой и веселой и любила моду.
В 2015 году она появилась в телевизионной драме «Дитя любви» и снялась в комедийном фильме Тима Фергсона и Марка Грейси «Любовь без тормозов». В 2018 году Джеймс появилась на экране в образе Ив в фэнтезийной картине «Исцеляющая», режиссером которой выступил Кори Пирсон. Лента стала последней работой актрисы Джессики Фалькхолт, которая скончалась за несколько месяцев до премьеры картины.

## Личная жизнь
В декабре 2010 года Джеймс обручилась с профессиональным футболистом лиги регби Нейтом Майлсом . Пара поженилась 23 декабря 2011 года. В августе 2017 года Джеймс подтвердила, что ждет от пары первого ребенка. В феврале 2018 года Джеймс объявила, что родила, разместив в своем аккаунте в Instagram фотографию, на которой Майлз толкает коляску.
В 2014 году у Джеймс диагностировали лимфому Ходжкина . Она вернулась в Голд-Кост, штат Квинсленд, чтобы быть с мужем и лечиться. В то же время ее отец лечился от неходжкинской лимфомы. Джеймс в ремиссии.

## Фильмография
| Год           | Заголовок       | Роль            | Заметки                                                                              |
| ------------- | --------------- | --------------- | ------------------------------------------------------------------------------------ |
| 2006-2007 гг. | Соседи          | Энн Бакстер     | 10 серий                                                                             |
| 2008 г.       | Хьюго           | Селестина       | Австралийский короткометражный фильм                                                 |
| 2008-2011 гг. | Дома и в гостях | Николь Франклин | Основной состав </br> Номинация — Премия <i id="mwfg">Inside Soap'' за лучшую стерву |
| 2012          | Биконсфилд      | Лорен Килманн   | Вспомогательную роль                                                                 |
| 2015          | Любовь ребенка  | Гейл            | Гостевая роль                                                                        |
| 2016          | Растягивать     | Кимба           |                                                                                      |
| 2018          | Мы были завтра  | Петра           | Гостевая роль                                                                        |